# Попичук Дмитро Георгійович
Дмитро́ Гео́ргійович Попичу́к (Попічу́к; народився 15 листопада 1939 року в селі Магала, нині Новоселицького району Чернівецької області) — український виконавець на народних інструментах (цимбали та інші). Заслужений діяч мистецтв України від 1993 року. Народний артист України від 1998 року.

## Біографія
1963 року закінчив Київську консерваторію (нині Національна музична академія України імені Петра Чайковського) у Марка Геліса. Перший випускник консерваторії по класу цимбалів, довгі роки працював там викладачем, виховав цілу плеяду музикантів (серед них народний артист України Георгій Агратіна).
Від 1959 року працював солістом Ансамблю пісні Держтелерадіо УРСР, Державного українського хору імені Григорія Верьовки. Від 1992 року працює в Державній капелі бандуристів України (нині Національна заслужена капели бандуристів України імені Георгія Майбороди) диригентом оркестрової групи. Художній керівник фольклорного ансамблю «Козаки».

### Звання
26 листопада 1993 року став заслуженим діячем мистецтв України — за значний особистий внесок у розвиток музичного мистецтва і культури, високу професійну майстерність.
8 жовтня 1998 року став народним артистом України — за вагомий особистий внесок у розвиток національного мистецтва, вагомі творчі здобутки.